# マリオン・バウアー

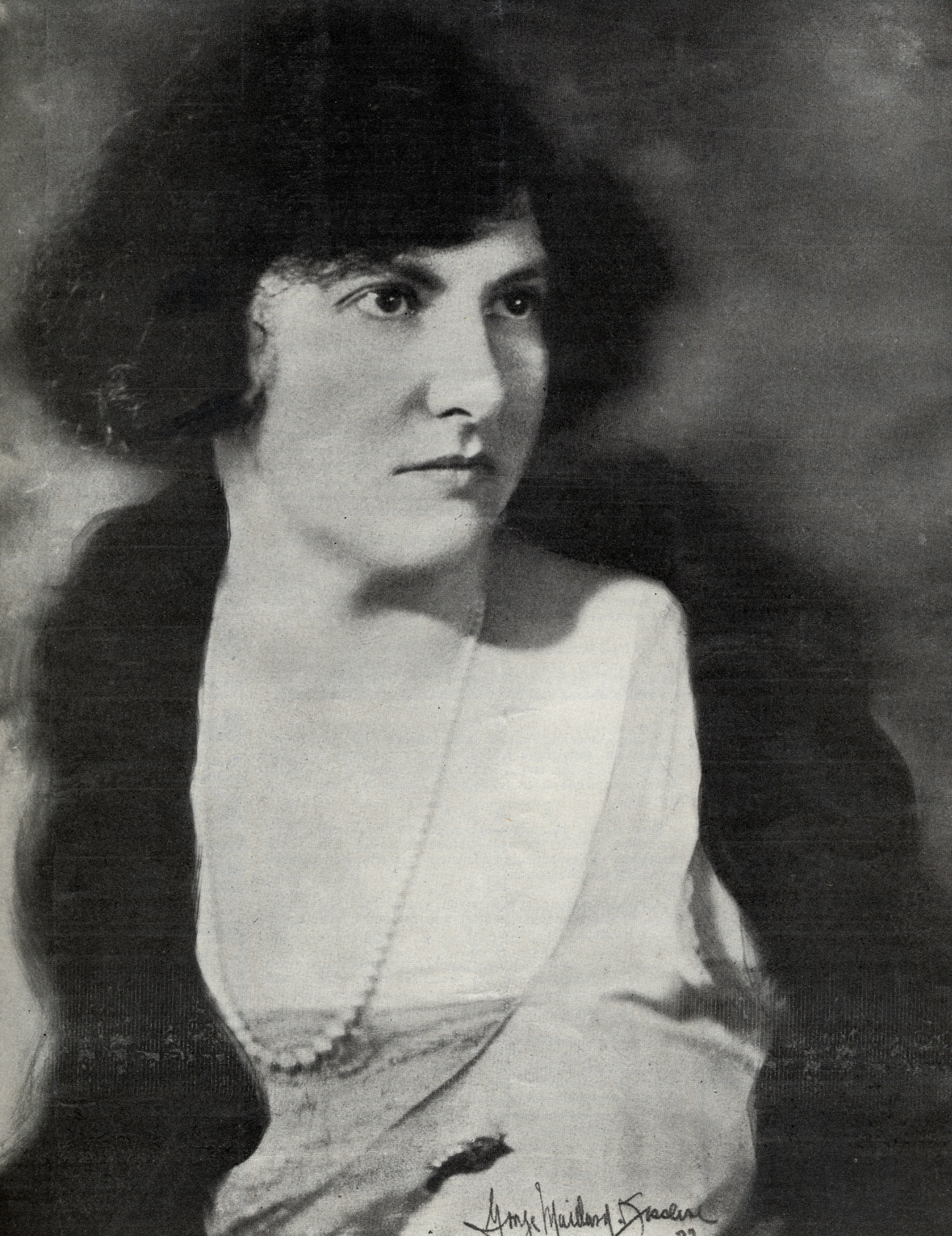
マリオン・バウアー

マリオン・バウアー（Marion Bauer、1882年8月15日 - 1955年8月9日）は、アメリカ合衆国の作曲家。
フランスからユダヤ系ドイツ人の血を引くユダヤ系移民の娘として、ワシントン州ワラワラで生まれる。そこで姉妹のエミリーとともにピアノを習った後、ニューヨークでヘンリー・ホルデン・フスとユージーン・ヘフリーについて学ぶ。さらにパリでナディア・ブーランジェに和声と楽曲分析を、ラウール・プーニョにピアノを師事した。またベルリンで対位法と楽式をパウル・アーテルに、ニューヨークでウォルター・ヘンリー・ロズウェルについて学ぶ。パリ国立高等音楽・舞踊学校でアンドレ・ジェダルジュに師事した。彼女の生徒にはミリアム・ギデオンがいる。
1933年に「20世紀の音楽」を出版したが、彼女の音楽は著書や講義とは違い、ジェダルジュに学ぶまでは伝統的な調性音楽で、その後印象派を経て、1940年代になって十二音音楽を受け入れた。
彼女はアメリカ音楽組合の共同創設者であり、アメリカ作曲家連盟で貢献した。

## 作品
調性音楽
- 3つの印象（1918）
- ニューハンプシャーの森から（1922）

十二音音楽
- パターンズ（1946）
- ムーズ（1950/54）